# ドッグル

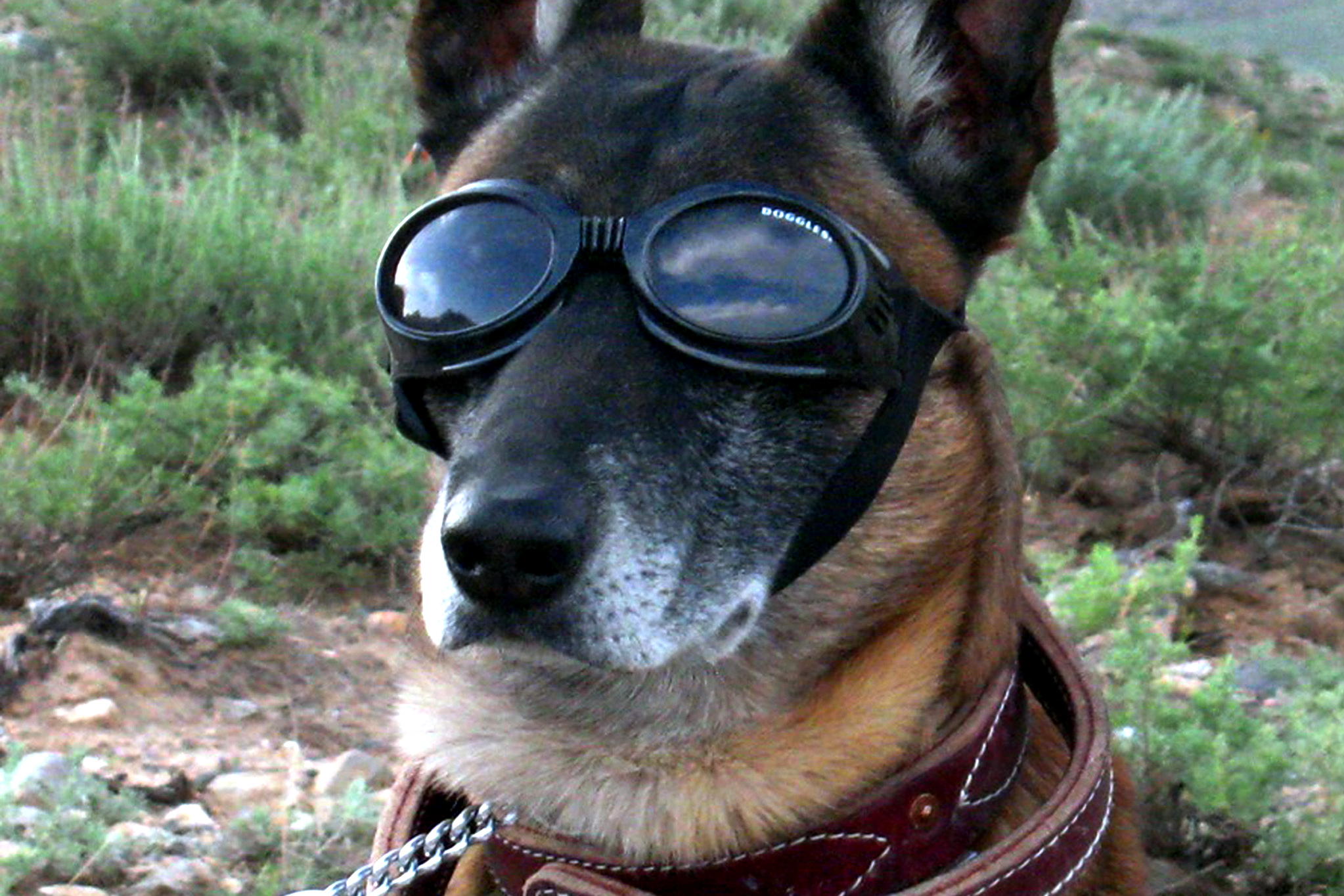
砂埃の舞うアフガニスタンで眼を保護するためにドッグルを装着する米軍のジャーマン・シェパード

ドッグル(Doggles)とは、犬の頭部の形状にあわせてデザインされたカラー・ゴーグル型のサングラスのブランドである。
ファッション小物として販売されているにもかかわらず、何通りかの実用的、医学的な使い方も報告されており、見ることに支障のある犬には度のはいったレンズを与えることも可能である。

## 発明
飼い犬が日光に眼を細める姿に気づいたケン・デ・ルッロとロニ・デ・ルッロの経験がドッグルの発明につながった。二人によって人間用のサングラスやスポーツ用ゴーグルで実験が行われていたが、その後、犬の頭の形にあわせたものが開発された。2012年の時点でこの商品を製作しているのはノースカロライナ州のドッグルス・カンパニーである。
ドッグルは紫外線を防止するため度のはいったポリカーボネイト素材でつくられ、犬の頭部を傷つけないようストラップはゴム製になっている。

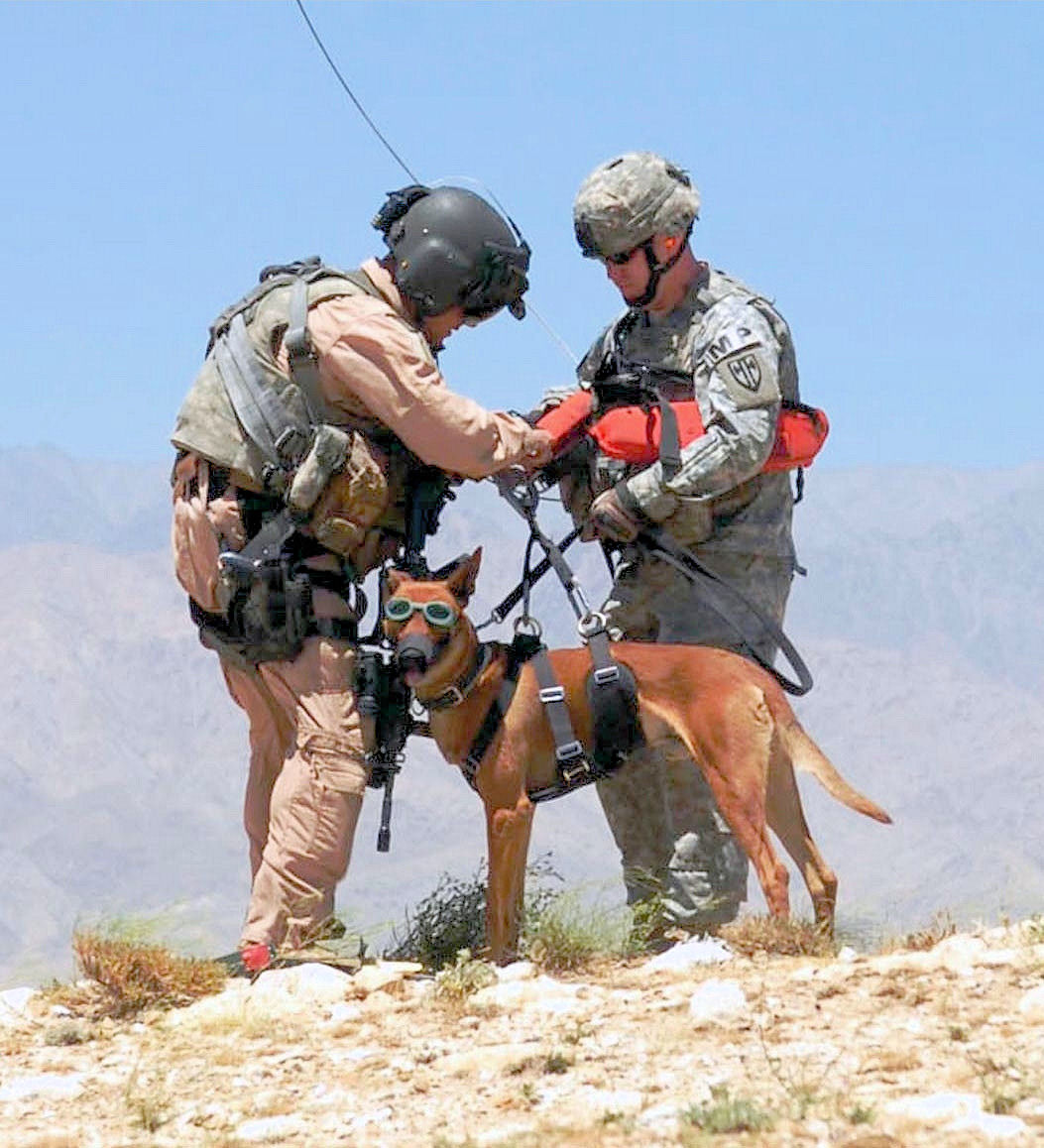
アメリカ軍での使用例

「史上最も無意味な発明」の一つに数えられる一方で、ドッグルはMSNマネーの「大金を稼ぎ出した、実現するはずのなかった11のアイデア」の第6位に選ばれており、2004年には16の国、4500の店舗で販売されるようになっただけでなく、レンズに度を入れるという選択肢まで生まれている。

## 使途

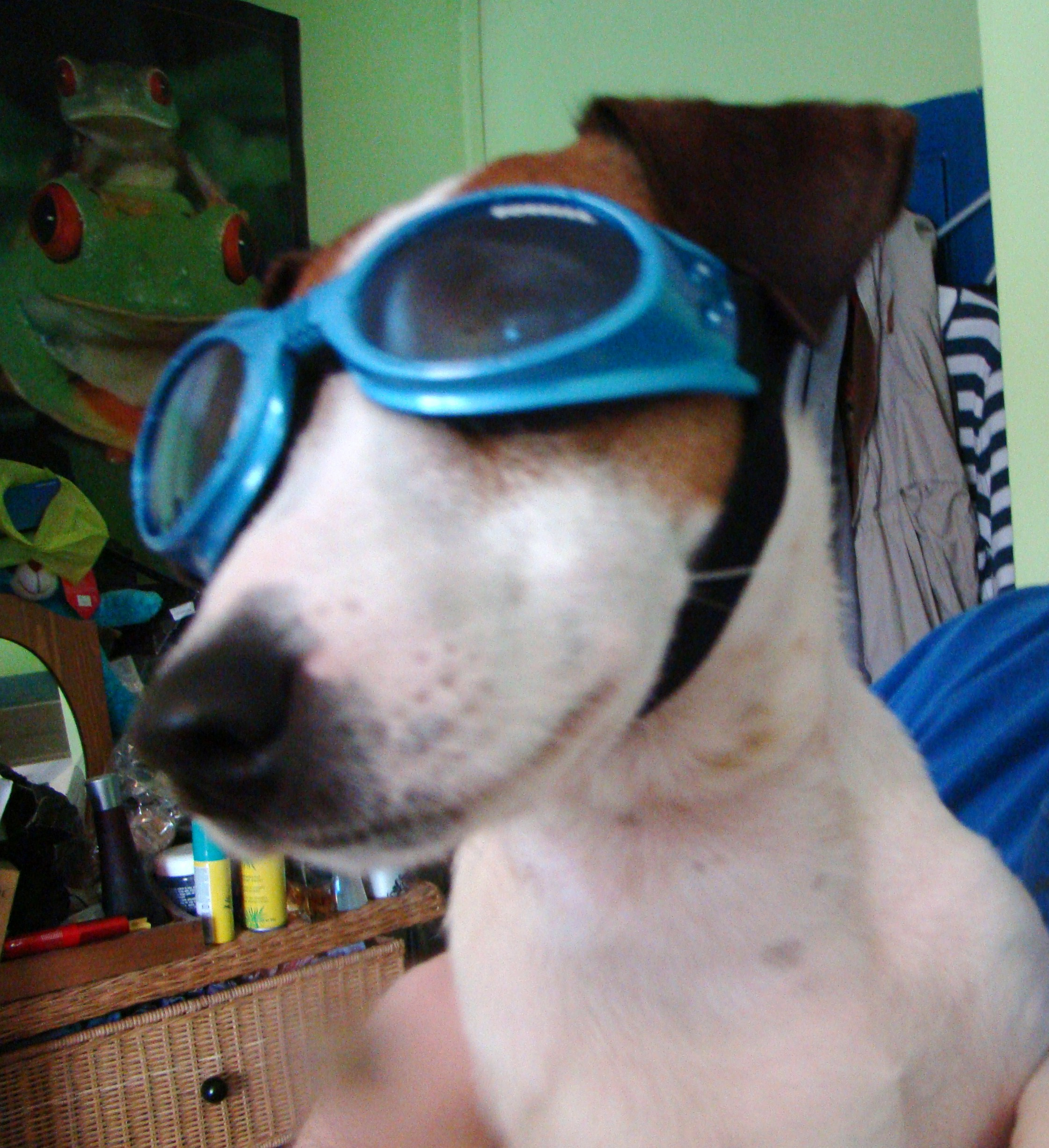
ブルーのドッグルをかけるジャック・ラッセル・テリア

2004年、リンダ・カニンガムはイラクで活動するアメリカ軍用犬に送られる物資の供給をまとめる仕事に携わっていた。その準備中に彼女はドッグルに出会い、それが太陽光や砂漠の砂嵐から犬の眼を守る保護具として役立つと考えた。そしてドッグルス・カンパニーの協力をとりつけた彼女は、120個以上のドッグルをイラクの軍用犬に届けたのである。ドッグルは2005年7月30日にCNNのニュース番組でも取りあげられ、軍用犬に送られる装備品として注目された。
イギリスの「メトロ」紙も2007年に、まれな自己免疫疾患により眼から涙を流すことができなくなったことに苦しむ犬を紹介している。その飼い主のダイアナ・スティーブンスは犬が眼の乾燥させないようドッグルをかけさせていた。
眼の病気によりドッグルを使用する例は他にも報告されている。獣医のピート・ウェダーバーンは自身がデイリー・テレグラフに持つブログで2009年にとある眼の症状に苦しむ犬の症例を語っている。この犬の眼の内側ではごく微小な何かの破片が漂っており、眩しい太陽の光に晒されると、うなったりかん高い鳴き声をあげながら身体をよじるのだという。そこで注文したドッグルをかけさせるとこのテリアはそれを嫌がったため、飼い主は犬用にデザインされた野球帽の存在を知り、そちらのほうをかぶらせたところ犬は抵抗なく身につけ、この問題は解決したという。